# ولادو یانکوویچ
ولادو یانکوویچ (یونانی: Βλαδίμηρος "Βλάντο" Γιάνκοβιτς؛ زادهٔ ۳ مارس ۱۹۹۰) بازیکن بسکتبال اهل صربستان است.

## حرفه
از باشگاه‌هایی که در آن بازی کرده‌است می‌توان به پانیونیس، باشگاه بسکتبال آندورا، باشگاه بسکتبال والنسیا، و باشگاه بسکتبال پاناتینایکوس اشاره کرد.
وی در مسابقات کشوری و بین‌المللی در مجموع برندهٔ ۳ مدال طلا، ۲ مدال نقره شده‌است.